# Edward Zubler
Edward Zubler (12 marca 1925 w Lackawanna (Nowy Jork) – 20 marca 2004 w Cleveland), chemik amerykański, wynalazca, skonstruował m.in. lampę halogenową (w latach 50. XX wieku).